# Iglesia del Santo Ángel (Sevilla)
La iglesia del Santo Ángel de Sevilla (Andalucía, España) fue el templo del convento del Santo Ángel de la Guarda, de la Orden del Carmen Descalzo. Este convento contaba con un colegio. Fue fundado en el siglo XVI.

## Convento del Santo Ángel de la Guarda
Fue fundado por la misma congregación que fundó el Convento de los Remedios en 1574. Con la autorización del provincial de la orden en Andalucía, Agustín de los Reyes, del arzobispo y del cabildo de la ciudad, los frailes se instalaron en unas casas de la calle Rosario el 30 de agosto de 1587. En 1588 compraron por 5 000 ducados, que anticipó Melchor de Herrera, el inmueble del hospital de la Santa Cruz de Jerusalén, en la calle ancha de la Magdalena (actual calle Rioja). Este se encontraba cerrado tras la reducción del número de hospitales realizada por el arzobispo Rodrigo de Castro en 1587.
Para construir el convento en el antiguo hospital se propuso para el patronazgo en 1591 a los caballeros y cónsules de la comunidad genovesa en Sevilla, que tendrían capillas en el templo. Finalmente, los patronos fueron, en 1601, el licenciado Martín Ruiz de Vernui, de la Real Chancillería de Granada, y su esposa, Beatriz de Montoya. Estos le otorgaron al colegio conventual 2.000 ducados de renta y donaron unas casas anejas. A propuesta de estos patronos, el convento se tituló como de Nuestra Señora de la Misericordia del Carmen y Ángel de la Guarda. Como estos patronos no tenían descendientes directos, los herederos del patronazgo fueron los señores de Benamejí, el mariscal de Alcalá y los regentes, oidores, alcaldes y el fiscal de la Real Audiencia de Sevilla, los cuales podían celebrar funciones religiosas en esta iglesia y ser enterrados en la capilla mayor.
La iglesia del convento fue trazada por Alonso de Vandelvira. La construcción tuvo lugar a partir de 1603 y estuvo a cargo del albañil Diego Rodríguez. La nueva iglesia conventual fue bendecida por el cardenal arzobispo Fernando Niño de Guevara el 16 de noviembre de 1608. La portada principal fue finalizada en 1640 y está atribuida a Pedro Sánchez Falconete.
El convento empezó con un noviciado, para convertirlo luego en un colegio en el que se impartían Teología Escolástica y Teología Moral.
En 1810, con la invasión francesa de Sevilla, el convento fue exclaustrado. El 2 de marzo de 1811 fue ocupado por una comisión de la Real Escuela de las Tres Nobles Artes. No obstante, por el mal estado del edificio, la comisión buscó otro lugar en el que instalarse. El gobernador general, el francés Agustín Darricau, lo destinó a cuartel del Cuarto Batallón Cívico. La iglesia y la sacristía quedaron a cargo de la parroquia de la Magdalena. En 1813, tras la expulsión de los franceses de la ciudad, el convento fue devuelto a los religiosos, siendo desamortizado en 1835.
Tras la desamortización tuvo varios usos: cuartel de carabineros, sede de la Sociedad de Jurisprudencia, sede de la Sociedad Sevillana de Amigos del País, Liceo Universitario y casa de vecinos. El régimen surgido de la Revolución de 1868 se incautó del edificio para su derribo y la creación de una calle entre las de Rioja y Lombardos, aunque esto, finalmente, no se llevó a cabo.
En 1880 la Orden del Carmen solicitó regresar al antiguo convento. Finalmente, esto tuvo lugar en 1904, con autorización de la Santa Sede y del arzobispado. En 1904 Aníbal González realizó la fachada del templo que da a la calle Muñoz Olivé.
En 1972 se derribó parte del parte del antiguo colegio para crear un nuevo edificio con un pasaje comercial.
En la actualidad se conservan del siglo XVII el templo, la sacristía y algunas dependencias anejas a la misma. Junto al mismo sigue habiendo un convento de la Orden del Carmen. Desde 2016 cuenta con una biblioteca y un museo.

## Descripción

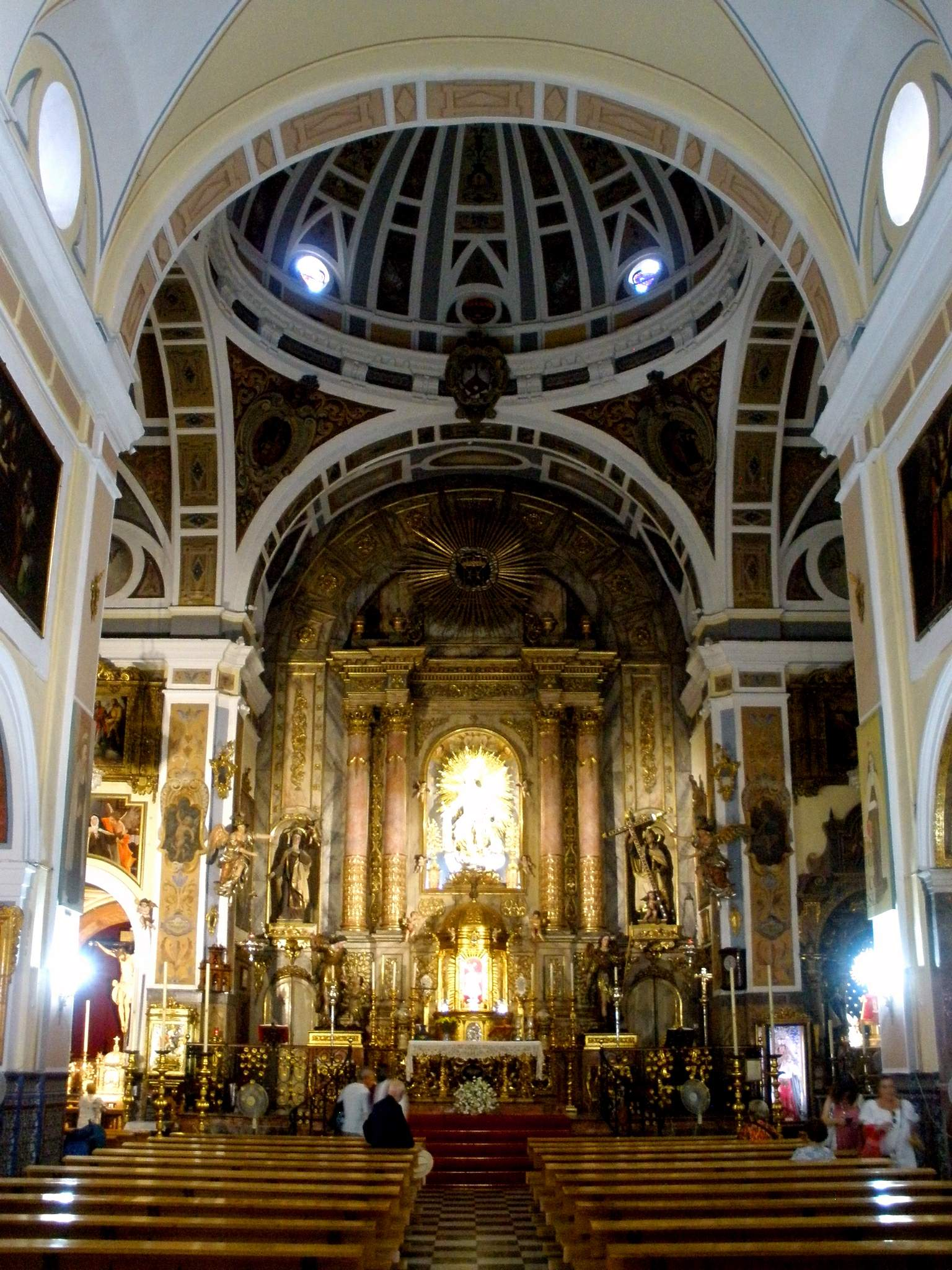
Interior de la iglesia y vista del retablo mayor.

En el dintel de la puerta principal hay un querubín con una cartela que dice "Angelis suis Deus mandavid te ut custoidante in omnibus viis tuis" ("Dios mandó a sus ángeles para que te custodiasen en todo momento"). En el frontispicio hay una estatua del Ángel de la Guarda.
El retablo mayor, de estilo neoclásico, alberga a la Virgen del Carmen, de Cristóbal Ramos de 1780. En el retablo mayor también se encuentran: Santa Teresa de Ávila, de finales del siglo XVIII; San Juan de la Cruz, atribuido a Cristóbal Ramos de hacia 1790 como figura de vestir y adaptado como figura de cuerpo completo en 1967 por Juan Abascal; Santo Ángel de la Guarda y San Rafael, de Blas Molner de 1792.
En el templo se encuentra el Cristo de los Desamparados, realizado por Juan Martínez Montañés en 1617.
La nave principal alberga cinco cuadros realizados por Francisco y Miguel Polanco entre 1646 y 1649: Aparición de los tres ángeles a Abraham, Tobías y el arcángel san Rafael, Jacob luchando contra el ángel, Santa Teresa asistida por los ángeles y San Isidro Labrador ayudado por el ángel.
La iglesia alberga el cuadro Virgen del Carmen amparando a los carmelitas, de autor anónimo, de hacia 1650, que Odile Delenda considera obra del círculo de Francisco de Zurbarán.

## Patrimonio procedente del convento
El retablo de la capilla funeraria de Francisca de León, realizado por Juan Martínez Montañés en 1605, se encuentra desaparecido. En el mismo estaban las estatuas de la Virgen María y San José, de la misma fecha y autor, que se encuentran en la Iglesia de San Antonio Abad, en Sevilla. También se encontraban en este retablo cuatro cuadros de Francisco Pacheco de 1605, que se encuentran en el Museo del Prado, en Madrid: San Juan Bautista, San Juan Evangelista, Santa Catalina y Santa Inés.
El retablo de San Alberto de Sicilia, realizado por Juan Martínez Montañés en 1605, también se encuentra desaparecido. En el centro hubo una estatua de San Alberto de Sicilia, de Martínez Montañés de 1608, que se encuentra en la capilla de Montserrat de Sevilla, y en la parte superior estuvo cuadro Muerte de san Alberto, de Francisco Pacheco de entre 1610 y 1612, que se encuentra en el Museo de Pontevedra.